# ビセンテ・セルバンテス
ビセンテ・セルバンテス・メンド（Vicente Cervantes Mendo、1758年 - 1829年7月28日）は、スペイン生まれの植物学者である。メキシコに渡り、活動した。

## 略歴
サラマンカ県のレドラダの出身で医師の息子とされる。マドリードで学び、マドリード王立植物園でも学んだ。薬剤師となり、マドリードの病院で働いた。、ヌエバ・エスパーニャ（現在のメキシコ）に渡った医師のマルティン・セセーの提案によるメキシコの科学的調査探検のメンバーにマルティネス（José Martínez Longinus）、センセブ（Jaime Senseve）、カスティリョ（Juan del Castillo）とともに選ばれた。1787年の末、メキシコに渡り、セセーとともに計画中の植物園の適地を探した。1788年5月1日にメキシコシティ植物園（Jardín Botánico de la Ciudad de México）は公式に開園し、園長にはセセーが就任した。セルバンテスは植物園で調査探検隊の支援を行うとともに、植物分類学の講義を始め、講義を受けた人物にはホセ・マリアーノ・モシーニョが含まれ、モシーニョは1879年から調査探検隊に加わった。新しい分類法はメキシコの博物学者、アルサテ（José Antonio de Alzate y Ramírez）と論争したが、後に協力関係を築くことになった。アントワーヌ・ラヴォアジエの『化学原論』を翻訳し、紹介もした。
1803年に探検隊が帰国した後もメキシコに残り、1803年に植物園の園長、教授となった。メキシコの病院の薬学の改革にも取り組んだ。約300の新種植物を記載した他、『メキシコの薬用植物試論』（"Ensayo a la Materia Médica Vegetal de México"）、『ヌエバ・エスパーニャの植物』（"Plantae novae Hispaniae"）『メキシコの花』（"Flora Mexicana"）などの著作がある。
メキシコ独立革命の後、1821年にメキシコの独立が決まると、多くのスペイン人は追放されたり、亡命するなどしたがセルバンテスは学問的貢献から、追放を免れ、1829年にメキシコで没した。
ビャクダン科の属名、Cervantesia Ruiz & Pavónに献名されている。